# 長沙灣天主教英文中學

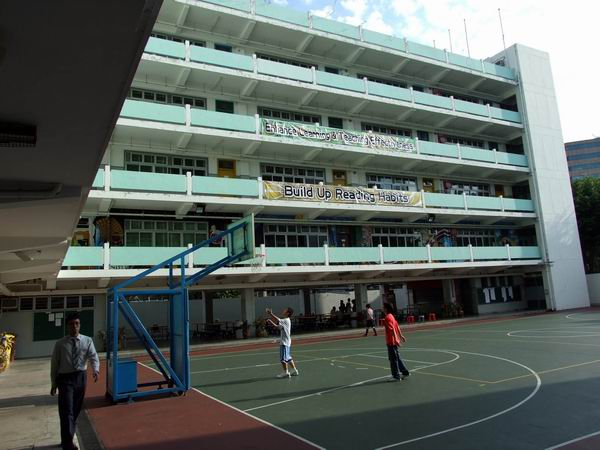
長沙灣天主教英文中學

22°20′19″N 114°09′15″E / 22.338491°N 114.154056°E
長沙灣天主教英文中學（英語：Cheung Sha Wan Catholic Secondary School，簡稱、長天、長記(舊稱)）創辦於1970年，屬天主教香港教區轄下一間政府資助的英文文法中學及男子中學，亦是香港114間以英文為主要教學語言的學校之一。
該校和聖方濟愛德小學有聯繫，每年有大約25%的學生是來自該小學。

## 辦學宗旨[1]
秉承天主教辦學宗旨，以德、智、體、群、美、靈六育並重，「全人發展」為基本教育方針，致力發展關愛文化，教導學生認識福音的真理，並在生活上活出基督的精神。在德育方面遵照校訓「自強不息」的信念，致力培育學生奮發自強、修身不懈、積極的人生觀及培養服務社會的精神。

## 學術
在學術方面，該校重視兩文三語的訓練，學生在公開試的成績一向出眾，入大學率高達8成。課外活動多元化，在學界運動比賽、文化藝術、學術比賽及服務社會多方面均有出色表現。
該校初中的科目包括：中國歷史、中國語文、宗教及倫理、普通話、體育、數學、綜合科學、英國語文、視覺藝術、生活與社會、閱讀（中一至中二）、電腦及科技、音樂、地理、歷史。
 
高中必修科目包括：中國語文、英國語文、數學、公民與社會發展科、宗教及倫理、體育。

高中選修科目包括：數學延伸單元、化學、物理、生物、地理、中國歷史、歷史、經濟、資訊及通訊科技、企業會計與財務概論、體育（文憑課程）、宗教教育、視覺藝術。

## 四社
每名學生於中一入學時，均會根據班別而被編入其中一個學社，學社將跟隨學生整個中學生涯，不會因班別而更改。中一班別屬社一般由去年度四社排名分派，至2017-2018學年復設1E班起，多出的一班則由排名第一及第二的學社平分。
- 聖路加社（St. Luke's House）
- 聖馬爾谷社（St. Mark's House）
- 聖若望社（St. John's House）
- 聖瑪竇社（St. Matthew 's House）

## 運動

### 長跑文化
該校擁有一條長285米跑道圍繞校園，有體育課堂跑校圈的練習。每年體育課考試其中一個考核項目是環校跑，於每年11及5月進行，中三及以上學生須每次進行25圈校圈（7公里）的考核，中一會進行16圈（4.48公里）的考核，而中二則會20圈（5.6公里）的考核。
該校的另一年度活動是越野賽。每年秋季，該校會安排全體學生於金山郊野公園參與越野賽。賽道主要為繞水塘的山路進行，賽程約6公里。優勝學生可獲推薦進入越野賽校隊參與集訓，及代表學校參與各項長跑比賽。
- 2012年11月23日，學校首次因大雨而取消比賽；
- 2018年11月2日，因熱帶風暴玉兔吹襲懸掛一號戒備訊號而將比賽延期至2019年1月4日；
- 2020年，因新型冠狀病毒疫情而停課，學校首次沒有在校曆表中安排越野賽日期；
- 2021年10月8日，因香港政府就新型冠狀病毒疫情而對全港學校發出的指引，再一次取消越野賽。（於比賽原定進行當日，因熱帶氣旋獅子山吹襲香港帶來惡劣天氣，天文台發出三號強風信號及黑色暴雨警告信號。）
- 2022年10月14日，因學校未能從政務司司長取得「限聚令」（香港法例第599G章）下於郊野公園舉辦群眾聚集活動的許可，該年度之越野賽延期至2023年2月17日，在「限聚令」取消後舉辦，是自2019年來的首次。
- 2023年11月17日，經過數年波折後，終於成功在秋季舉辦越野賽。

該校亦多次在港九區第一組學界越野賽及多個長跑比賽中取得佳績，例如在2022-2023年度港九區第一組學界越野賽取得男子組團體季軍的成績。

### 排球
自2004年起，該校多次獲得港九區第一組學界總冠軍。於2010年，分別取港九區第一組學界總冠軍以及精英賽冠軍。該校三度獲得學界「全港學界精英排球比賽」冠軍。

### 香港天主教教區中學聯校運動會
該校曾於兩年一度的香港天主教教區中學聯校運動會的第四屆（1976年）至第十九屆（2012年）連續16屆獲得男子全場總冠軍。直至2017-2018年度，該校已於23屆運動會中獲取19次男子全場總冠軍。

## STEM 發展
在2015-2016學年，該校獲政府選為八間資訊科技增潤計劃學校之一，獲得七百萬港元推動STEM發展，並推行資訊科技增潤班，教授課程以外的科技知識。
該校學生在顧問老師屈凱添的帶領下，在2016青少年機械人世界香港區公開賽囊括8個獎項，更包辦足球賽的冠亞季軍。該校現時設有機械人學會、創新科技學會、航空學會、航拍學會推動STEM發展，並持續鼓勵其他學校單位融入STEM元素。該校同時設有天台太陽能發電系統及全校用電量監測系統，以STEM技術收節能環保之效。
該校中四學生馮旨瑨，爱特梅尔「2016年全球最獲關注青年創業家」之一，為聯合國世界訊息峰會大奬、歐洲青年大奬、香港資訊及通訊科技大獎、香港科學青苗獎等得主，亦為創新科技及數碼媒體公司 Jet Tung-Pedosa Enterprises 行政總裁及共同創辦人，以及聯合國世界信息峰會大使及評審委員會委員。他亦為該校創新科技學會創會主席。

## 歷任校長
- 李超鵬（Mr. C. P. Lee）（1970-1973）
- 黃德祥（Rev. Fr. Francis Wong）（1973）
- 梅元碩（1973-1976）
- 吳良川（1976-2000）
- 儲富有（2000-2008；曾任此校副校長，後調任為聖芳濟各書院創校校長，最後調回此校）
- 伍少珊（2008-2012）
- 潘盛楷（2012至今）

## 老師榮譽
多名老師曾獲頒香港教育界最高榮譽行政長官卓越教學獎：
- 潘盛楷校長：2006年獲頒行政長官卓越教學獎(數學學習領域) (時任中華基督教會何褔堂書院數學老師)[18]
- 黃耀輝副校長：2006年獲頒行政長官卓越教學獎(科學學習領域) (為香港天主教教區轄下中學首位獲頒此殊榮的老師)[19]
- 趙麗珍老師(已離職)：2010年獲頒行政長官卓越教學獎嘉許狀(英國語文學習領域)[20]
- 葉翠娥副校長(已離職)、黃志傑老師(已離職)、錢可為老師、屈凱添老師、鄭子謙老師：2013年獲頒行政長官卓越教學獎嘉許狀(科學學習領域)[21]
- 李德輝老師(已離職)、倪震權老師、何海濤老師、梁志傑老師(已離職)：2014年獲頒行政長官卓越教學獎(體育學習領域)[22]

## 著名校友

### 新聞界
- 鄧駿暉：前香港亞洲電視助理採訪主任，兼任新聞主播，現已轉行擔任幼兒及兒童教育導師。

### 演藝界
- 杜之克：有線寬頻執行董事及行政總裁、前Viu Original 首席原創內容總監、前電視廣播有限公司副總經理（節目及製作）
- 蔡楓華：著名歌手
- 周博賢：音樂創作人
- 林鵬：獨立樂隊 My Little Airport 成員
- 陳忠明：鋼琴家、曾獲提名格林美獎，現居於美國
- 蔡明麗：一人樂隊The Pancakes唯一成員（預科）、林日曦之妻
- 羅啟新：香港電台第二台節目主持及監製
- 張明偉：電視藝員兼創作歌手
- 黃奕晨 （本名:黃俊銘）：資深演員夏雨之子，現任 ViuTV 節目主持
- 郭薾多：著名作詞人
- 孫福晉：兒童音樂劇作曲作詞人
- 陳卓賢：MIRROR成員之一、唱作歌手、演員、前香港男子排球代表
- Oscar：商業電台叱咤903 DJ、填詞人、前小食店東主
- 周龍威 Lawrence：音樂創作人
- 陳智霖: 廣告創作人、填詞人
- 孫陽 (演員): 演員，主力在中國大陸發展[23]

### 醫學界
- 陳德勝：雅麗氏何妙齡那打素醫院前急症室主管
- 鄧兆暉：養和醫院微生物學名譽顧問醫生、香港大學微生物學系名譽助理教授、臨床微生物及感染學專科醫生
- 陳偉燾：台灣台北馬偕兒童醫院兒童腸胃科主任
- 鄧錦成：廣華醫院醫院行政總監
- 梁錦耀：雅麗氏何妙齡那打素醫院職業治療部門經理

### 學術界
- 陳程傑 (Chan Ching Kit)：美國加州大學洛杉磯分校物理學學院助理教授
- Professor William Tang：美國加州大學 (爾灣分校) 生物醫學工程系教授
- 黃文超 (Sunny Wong)：美國舊金山大學亞洲研究教授
- 湯浩堅：前香港教育大學人文學院院長，文學及文化學系教授
- 蘇啟亮：香港大學土木工程系副教授
- 蔣志超：香港教育大學科學與環境學系副教授
- 雷樂銘：香港中文大學數學系教授
- 徐崑翠：香港科技大學物理學系教授
- 羅錦團：香港科技大學物理學系教授及理學院副院長
- 吳志勇：香港大學物理學系副教授
- 龐鼎基：香港理工大學應用數學系副教授
- 羅永昌：香港城市大學數學系副教授
- 李郁偉：香港中文大學矯形外科及創傷學系研究助理教授
- 林志明：香港教育大學國際教育與終身學習學系副系主任
- 張楚勇：前香港城市大學公共及社會行政學系高級特任講師 (1975年中五畢業)
- 袁志樂：香港中文大學決策科學與企業經濟學系高級講師
- 李景景：深圳大學深圳南特商學院副教授
- 黃浩輝：香港高等科技教育學院副院長
- 鄒文律：香港教育大學文學及文化學系助理教授，2010年度獲香港藝術發展局頒發香港藝術發展獎．藝術新秀獎 (文學藝術組)
- 林震宇：香港浸會大學電影學院講師
- 潘盛楷：現任長沙灣天主教英文中學校長
- 李錦鴻：前鄧鏡波學校校長
- 馮瑞興：前中華聖潔會靈風中學校長
- 鄧啟澤：現任英皇書院校長
- 林志明：現任東華三院盧幹庭紀念中學校長
- 歐陽家強：前中華基督教會扶輪中學校長
- 李建文：天主教慈幼會伍少梅中學校長 [24]
- 孫福晉：嘉諾撒小學校長

### 政界
- 陳家洛：前香港公民黨主席、前立法會議員 (香港島)、香港浸會大學政治及國際關係學系副教授
- 黃偉綸，GBS，JP：財政司副司長
- 鄧忍光，GBS，JP：前政制及內地事務局常任秘書長
- 鄭詠基：政制及內地事務局粵港澳大灣區發展助理專員（2）
- 羅鶴鳴：醫務衞生局助理秘書長 4B
- 胡恩華：政府新聞處高級新聞主任（運輸及物流）

### 環境科學界
- 李子維：香港天文台署理高級科學主任（航空氣象數據分析）
- 郝孟騫：香港天文台署理高級科學主任 (國際航空氣象協作組)

### 金融界
- 吳文傑：渣打銀行東半球區環球企業產品管理處副董事

### 建築界
- 何偉明博士：北京奧運場館工程項目經理，包括興建國家體育場 (鳥巢)、國家游泳中心 (水立方)、北京首都國際機場三號航站樓、北京中央電視台新大樓、香港馬術館
- 朱海山：建築師、香港珠海學院建築系系主任兼副教授、香港大學、香港城市大學及珠海學院建築系助理教授 (兼任)
- 池璟希：2016年獲英國皇家建築師學會 (Royal Institute of British Architects) 頒發「會長獎章」，是唯一非當地學院得獎者

### 商界
- 黃銳林：包浩斯國際控股有限公司董事長、行政總裁及創辦人

### 法律界
- 廖冠華：律政司副民事法律專員2
- 羅達雄：香港執業大律師[25]
- 徐國基：香港執業大律師[26]

### 文化界
- 喬靖夫：香港小說作家、專欄作家、填詞人
- 健吾：香港多媒體創作人、專欄作家、記者
- 皮亞 (林震宇)：香港影評人、香港電影編劇家協會會員、小說及專欄作家、編劇、獨立電影導演、大學講師
- 李恒：ARAM草叢人

### 工程界
- 梅天威：港鐵公司市區線訊號及電訊維修經理、儲蓄互助社董事

### 其他
- 杜聰：智行基金會創辦人及主席、2003年度香港十大傑出青年、2006年度國際青年商會「世界傑出青年」